# Dichaea escobariana
Dichaea escobariana är en orkidéart som beskrevs av Dodson. Dichaea escobariana ingår i släktet Dichaea och familjen orkidéer. Inga underarter finns listade i Catalogue of Life.